# Хирино (Нижегородская область)
Хи́рино — село в Шатковском районе Нижегородской области. Входит в Архангельский сельсовет.

## География

Панорама пруда в Хирино

Первое по площади село в районе. Стоит на левом берегу реки Елховка.

## Население
| 2002 | 2010 |
| ---- | ---- |
| 248  | ↘227 |

## История и достопримечательности
Село Хирино в 2018 году отмечает 435-летие с момента первого упоминания в письменных источниках. Это одно из старейших сёл в Нижегородской области. Главной достопримечательностью является церковь Усекновения главы Иоанна Предтечи, построенная в стиле русского барокко на средства местного помещика князя Андрея Путятина в 1729-1758 гг. Парадно оформленный храм изначально был пятиглавым и не уступал лучшим приходским храмам Нижнего Новгорода ни по размерам, ни по убранству. Авторство проекта каменного храма в честь Усекновения главы Иоанна Предтечи с приделами многие приписывают знаменитому зодчему Василию Баженову.

Панорама Хирина, за церковью, клуб

Панорама пруда в Хирино, вид от церкви

В 1938 году этот храм был закрыт, здание использовалось под хозяйственные службы, в 2004 году оно практически полностью обвалилось. Все изменилось в ноябре 2011 года, когда в Главном управлении Министерства юстиции по Нижегородской области был зарегистрирован учреждённый И. Р. Ашурбейли по благословению Святейшего Патриарха Московского и всея Руси Кирилла «Фонд возрождения храма Иоанна Предтечи», созданный с целью восстановления разрушенной церкви в селе Хирино. Причиной этого стало то, что прадед Игоря Ашурбейли – Григорий Степанович Резанов был уроженцем села Хирино и крещён в этом храме. В октябре 2011 года началось возрождение храма, в сентябре 2013 года состоялось освящение верхнего придела храма, а 13 сентября 2014 года храм восстановлен полностью и был освящен митрополитом Нижегородским и Арзамасским Георгием . «Этот храм непохож на сельский. Он, скорее, столичного уровня по архитектуре, расположению. Видно, что жители этого села были искусными людьми: строили на века и с большим художественным вкусом», — отметил в своем выступлении на церемонии освящения митрополит Нижегородский и Арзамасский Георгий..

Памятник погибшим в Великой Отечественной войне

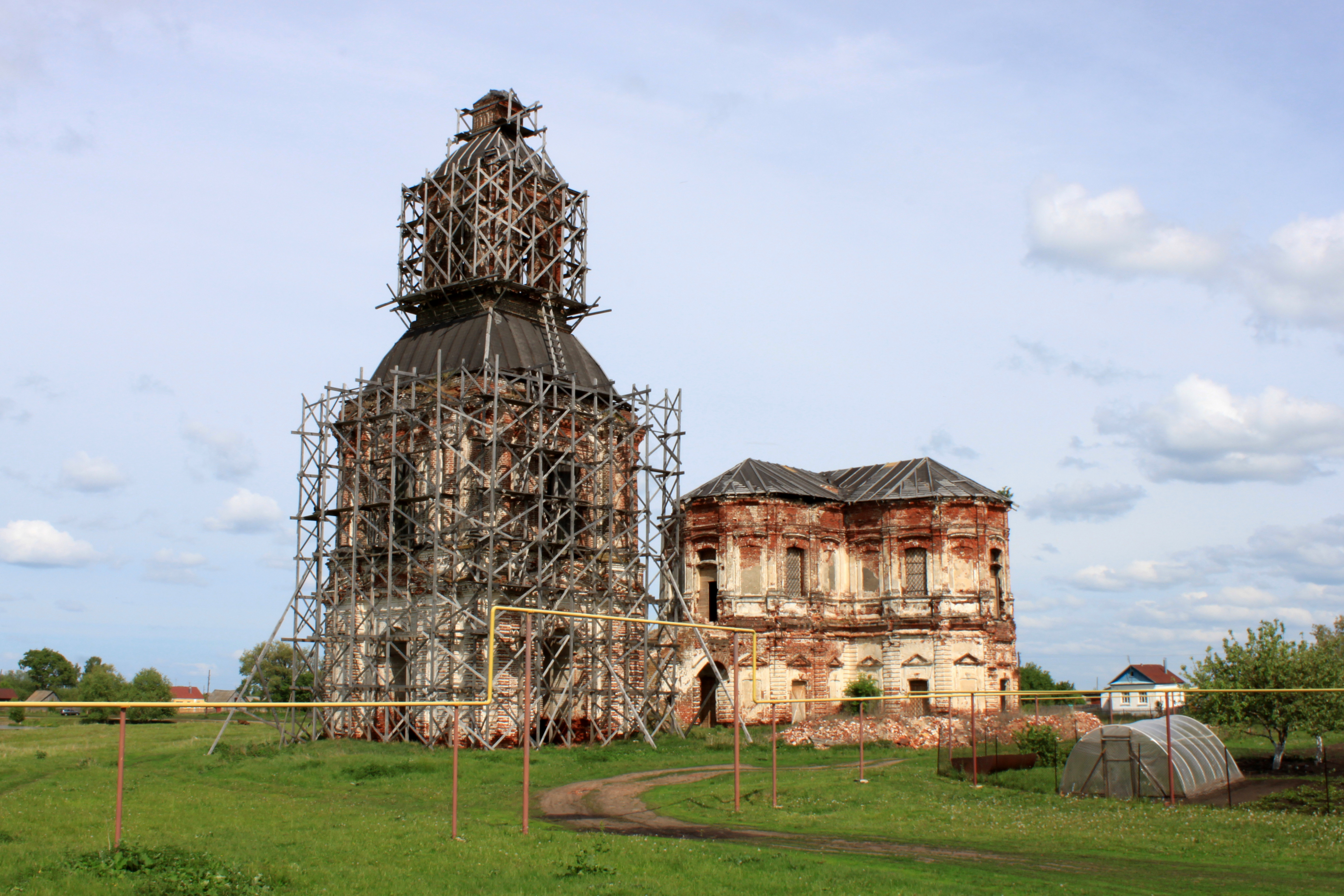
Реставрационные работы
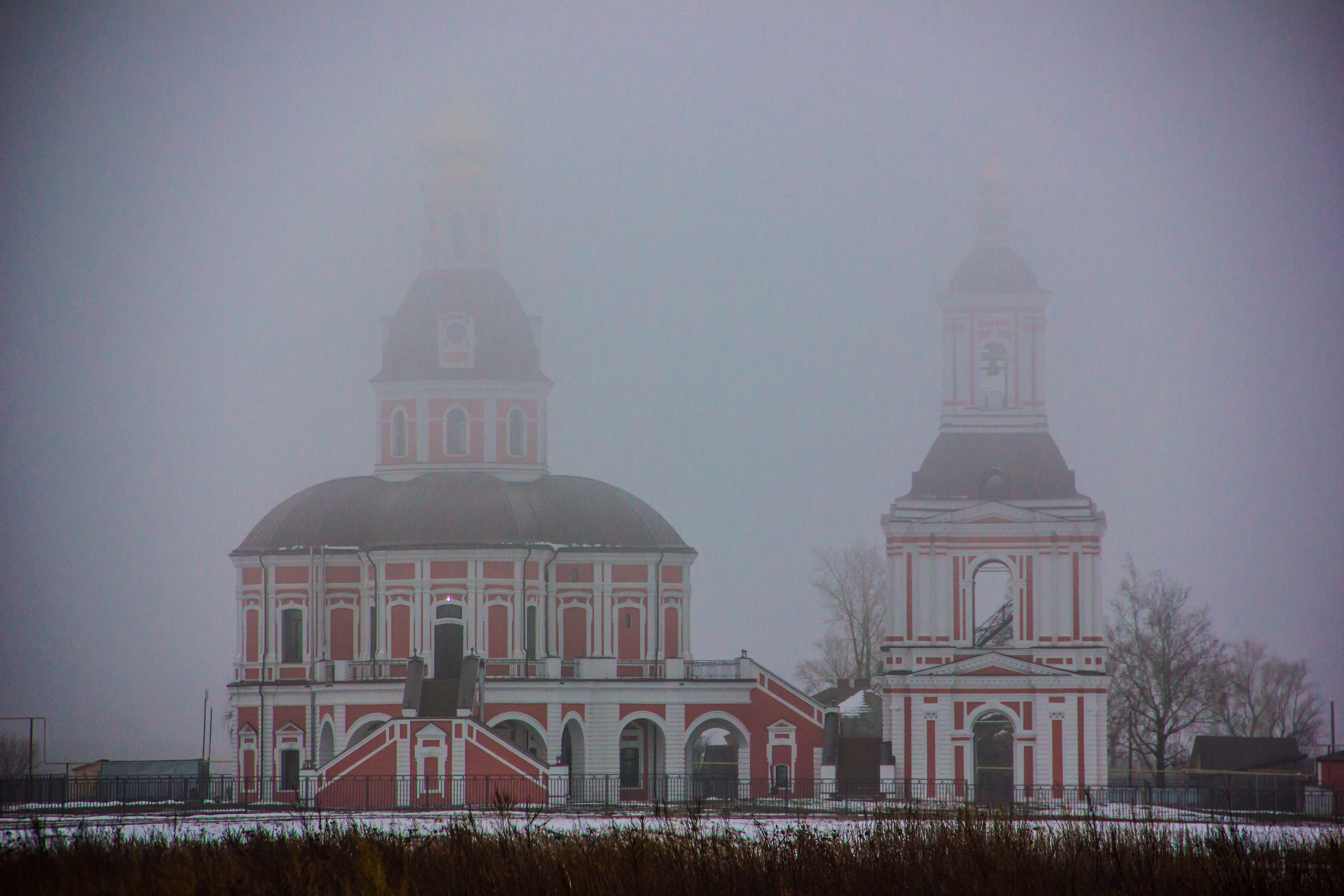
Восстановленный храм
Центральная улица
улица Маяковского
Хиринский клуб
Центральная улица в Хирино
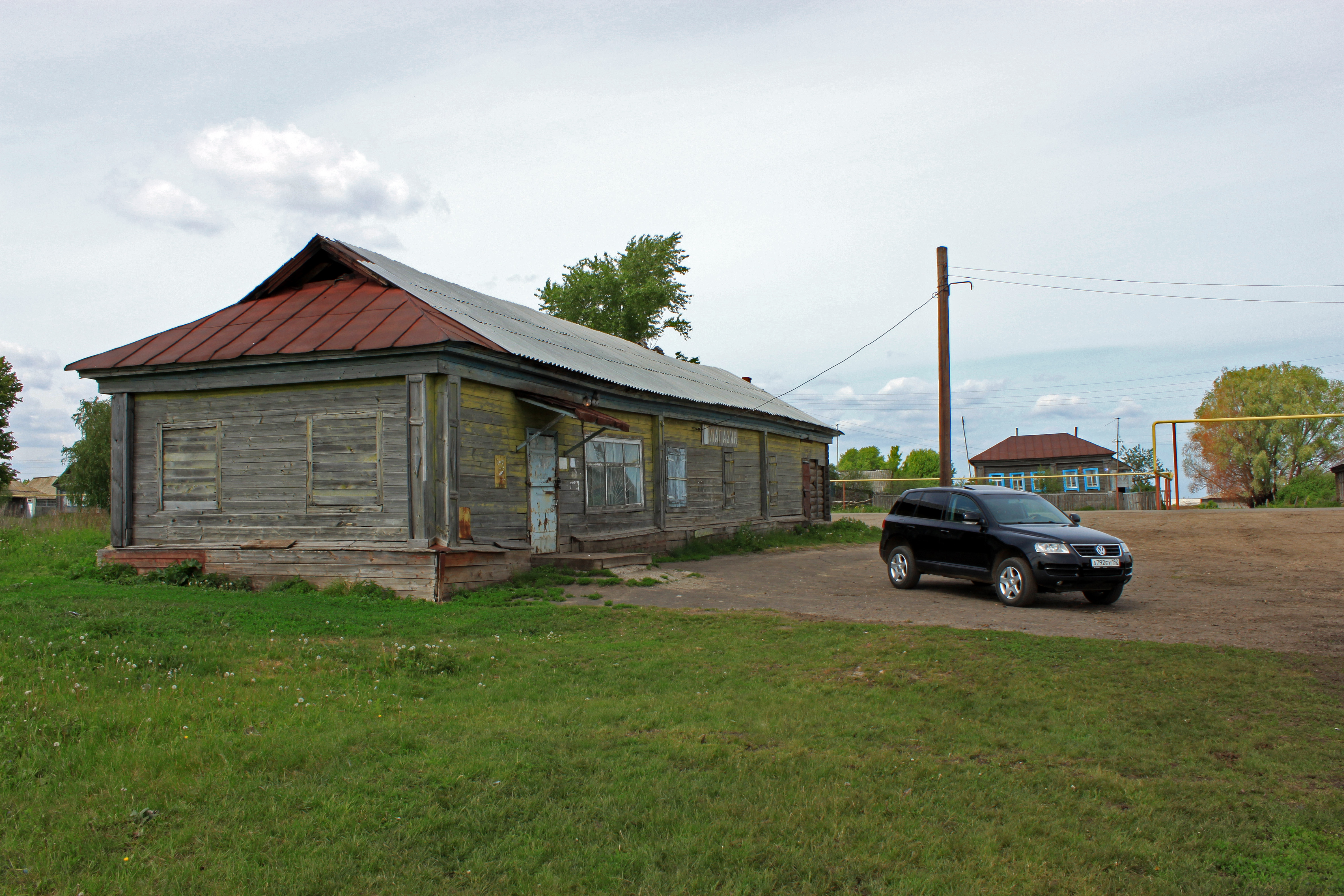
Магазин №34 в Хирино
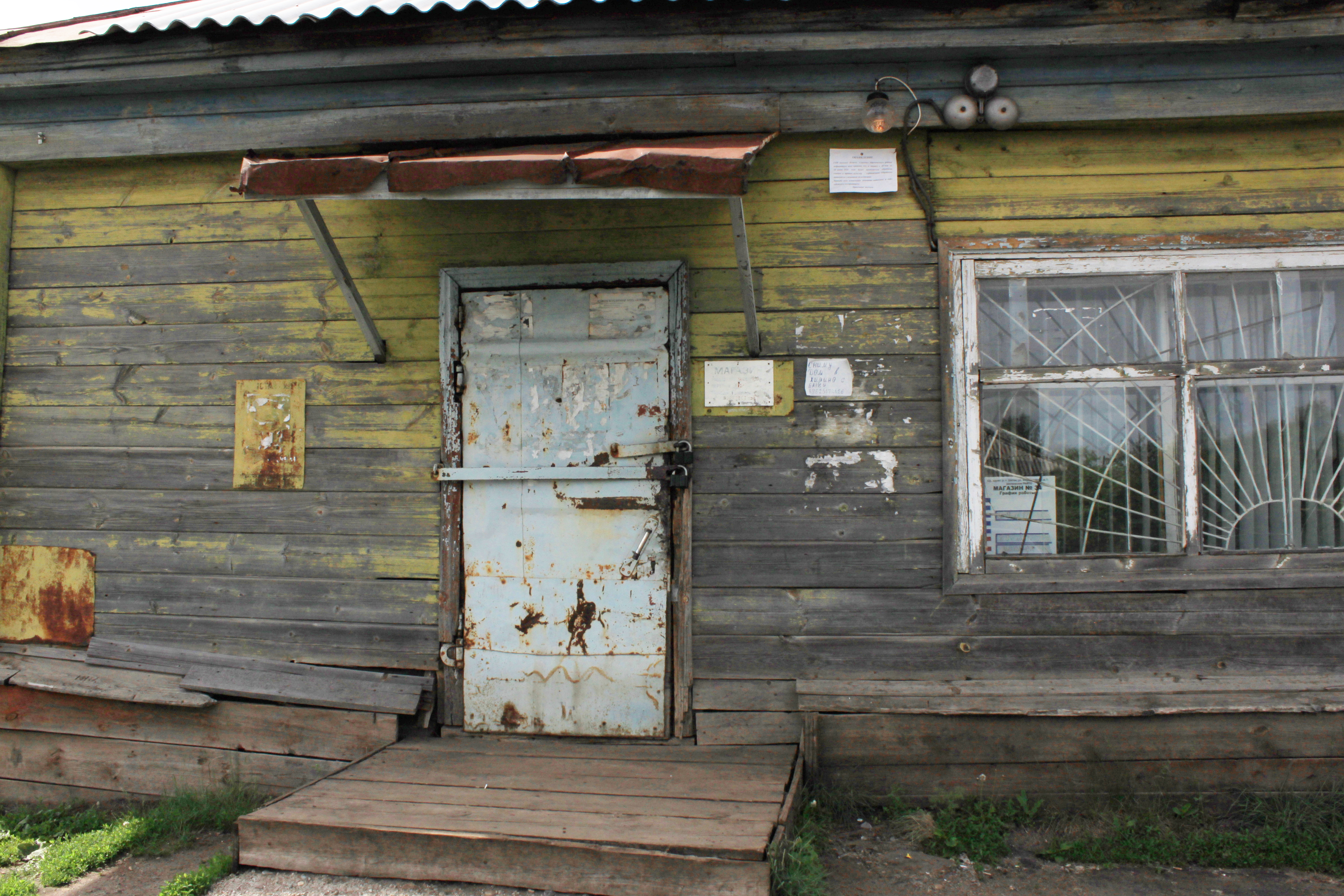
Магазин №34 в Хирино
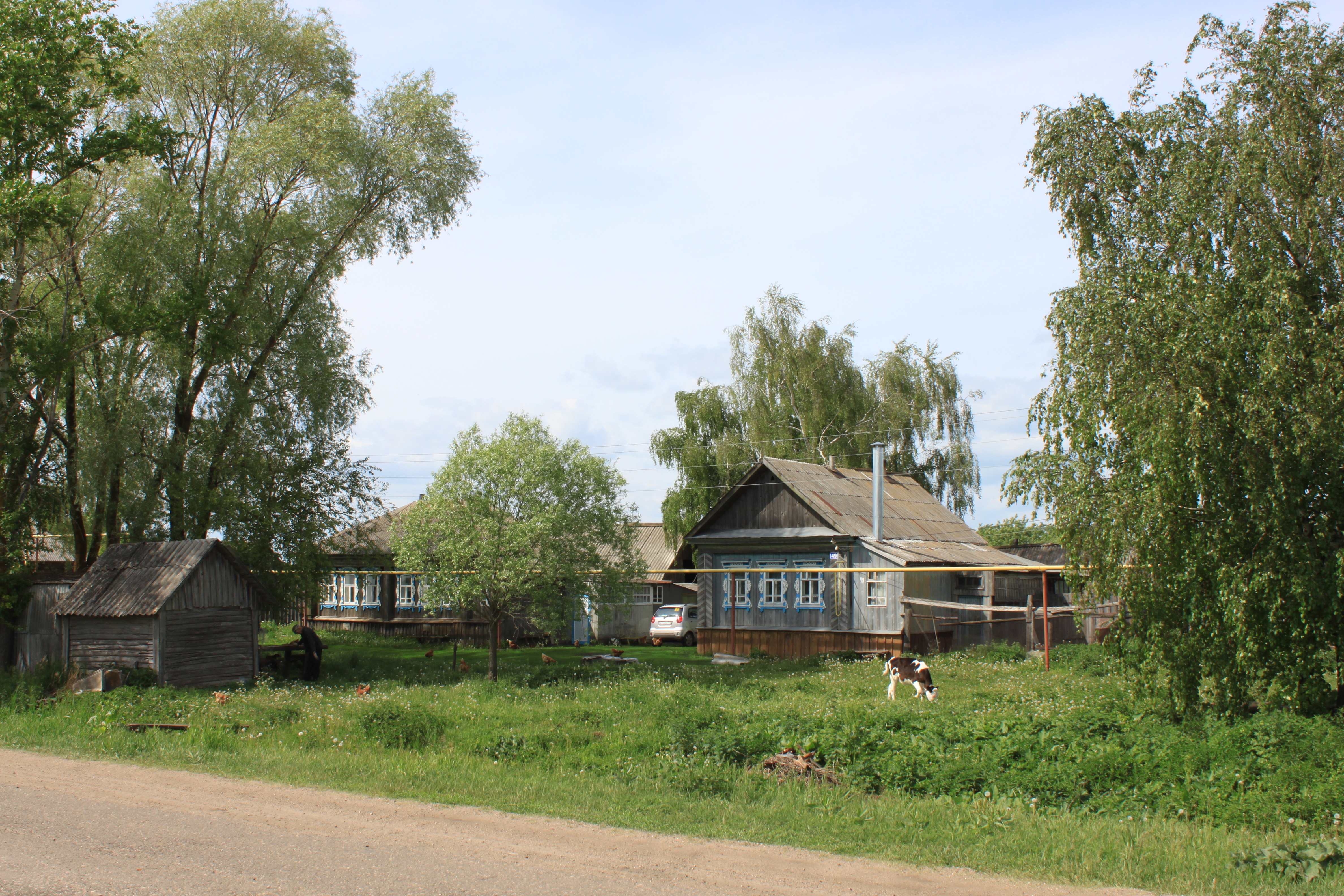
Центральная улица в Хирино, жилые дома

## [1][2][3]Ссылки
- ОКАТО по Нижегородской области. Архивировано из оригинала 3 апреля 2012 года.

1. ↑  Александр КУРИКОВ. Душеполезные гуляния в селе Хирино стали народной традицией. https://pravda-nn.ru/. Нижегородская правда (19 сентября 2024). Дата обращения: 19 сентября 2024. Архивировано 19 сентября 2024 года.
2. ↑  Хиринские премьеры – 2024. Что нового было на фестивале «Голос традиций» в этом году. https://www.socium-a.ru. Холдинг СОЦИУМ (18 сентября 2024).
3. ↑  Епископ Дальнеконстантиновский Филарет: Не бойтесь возвращаться в село. https://www.ashurbeyli.ru (16 сентября 2024).